# Castello di Carisbrooke
Il castello di Carisbrooke è un castello nel villaggio di Carisbrooke, non distante dalla città di Newport, nell'isola di Wight.

## Storia

### Origini
Il sito in cui si trova il castello era già conosciuto in epoca pre-romana. Fu utilizzato dai romani; ne è testimonianza un antico muro di epoca romana. I Juti, popolo danese costruirono qui un forte nel VII secolo. Durante il secolo VIII l'area fu occupata dagli anglosassoni, che vi costruirono una fortezza. Attorno all'anno 1000 la fortezza fu circondata da un muro che fungesse da protezione per le numerose incuriosi vichinghe.

### Periodo normanno
In seguito alla conquista normanna dell'Inghilterra, Guglielmo il Conquistatore donò l'isola di Wight al suo amico William FitzOsbern. Egli iniziò la costruzione, in legno, dell'attuale castello. Il castello è menzionato nel Domesday Book, censimento realizzato nel 1086, sotto il nome di Arlington. Intanto fitzOsbern fu creato signore dell'isola di Wight. Da questo momento, la signoria dell'Isola di Wight fu associata con la proprietà del castello, che divenne così la sede di governo dell'isola.
Nel 1100 Enrico I donò Carisbrooke a Richard de Redvers, nobile normanno. Per ricevere l'imperatrice Matilde nel 1136 il castello fu rinforzato con una guarnigione da Baldwin de Redvers, figlio di Richard. Tuttavia fu assediato e conquistato da Stefano d'Inghilterra.

### Dal 1300 ai nostri giorni

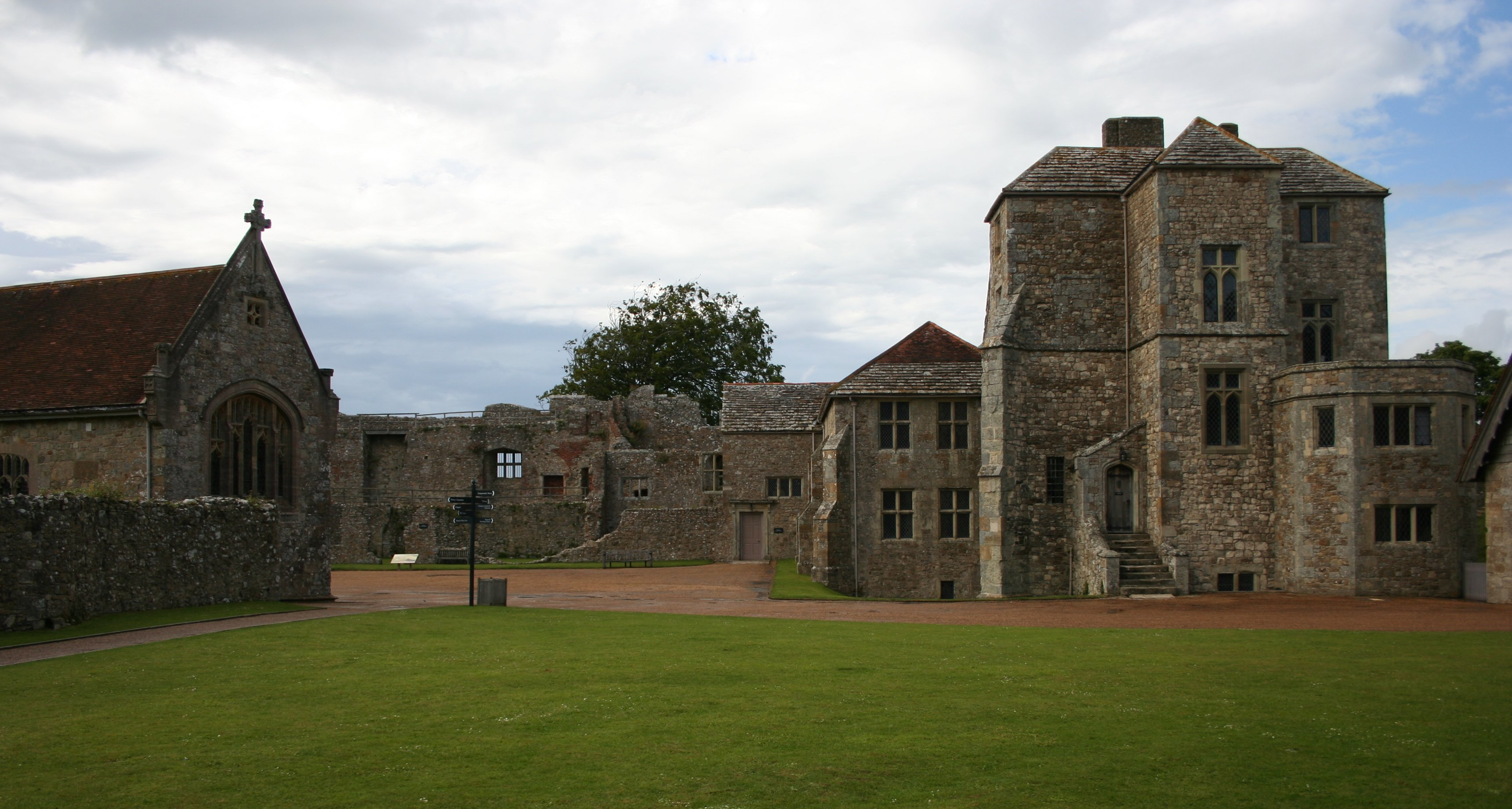
Fotografia del castello

Il castello rimase proprietà dei discendenti di Richard de Redvers fino al 1293, quando fu venduto da Edoardo I alla contessa Isabella de Fortibus.
Sotto il regno di Riccardo II, il castello fu attaccato dai francesi che tuttavia non riuscirono a catturarlo (1377).
Nel 1467 Anthony de Wydville, Lord Scales, più tardi conte di Rivers, ottenne i diritti sul castello ed ottenne il titolo di signore dell'isola. Per di più egli era responsabile di Woodville Gate, ora noto come Entrance Gate.
Sotto il regno di Elisabetta I Tudor il castello fu rinforzato e difeso con ingenti armamenti e difese, per resistere all'attacco delle navi spagnole dell'Invincibile Armata di Filippo II, re di Spagna che era stato marito di sua sorella. L'ingegnere che progettò la difesa del castello e dell'isola fu Sir George Carey.
Il castello ospitò Carlo I Stuart, fuggiasco da una Londra controllata dal Parlamento ed ostile. Nel 1649 fu catturato dal castello, trasferito sulla terraferma e poi giustiziato il 30 gennaio. Due dei suoi figli vennero confinati nel castello; la principessa Elisabetta Stuart morì qui.
Nell'Ottocento fu residenza della figlia della regina Vittoria, la principessa Beatrice. Ora fa parte dell'English Heritage.